# ニコラス・ブラザーズ
ニコラス・ブラザーズ（Nicholas Brothers）はフェイアード・ニコラス（1914年10月20日 - 2006年1月20日）とハロルド・ニコラス（1921年3月17日 - 2000年7月3日）の兄弟によるダンスデュオ。
彼らのアクロバティックなパフォーマンスはフラッシュ・ダンシングとも形容される。
ヴォードヴィルに囲まれて育った彼等は、ハーレム・ルネサンス期のジャズ・サーキットのスターとなり、1990年代の終わりまでステージ、映画、テレビにおいてスターとしてのキャリアーを保った。

## 前半生
兄のフェイアード・アントニオは1914年にアラバマ州のモービルに生まれ、弟のハロルド・ロイドは1921年にノースカロライナ州のウィンストン・セーラムに生まれ、フィラデルフィアで育った。
母親はピアニスト、父親はドラマー、共に大学教育を受けた音楽家で、自身のバンドを持ちスタンダードシアター（フィラデルフィア）で演奏していた。
フェイアードは3歳になるころには両親の公演をいつもシアターの最前列の席で見るようになり、そして、彼が10歳になるころには既にアフリカン・アメリカンのヴォードヴィル俳優、特にダンサーとして同時代のアリス・ウィットマン、ウィリー・ブライアント、ビル・ボージャングル・ロビンソンと並び最も優れた一人と見なされるようになっていた。兄弟は、タップダンスとアクロバティックスの組み合わせに魅せられていた。また、フェイアードはよく近所の子供たちを相手にアクロバティックスやピエロの芸を真似して見せていたという。
フェイアードもハロルドも正式なダンスの訓練は受けていない。フェイアードはステージに立つプロのパフォーマーを観察することで踊り方、歌い方、演技の仕方を独学で学びとった。また彼はそうして学んだことを年少の兄弟や姉妹たちにも教え、最初に妹のドロシーと共にニコラス・キッズとしてステージに立ち、その後には弟のハロルドも加わった。
ハロルドは年長の兄フェイアードに憧れ、彼の動きや独特のスタイルを真似することで学んだ。兄弟姉妹によるチーム・ニコラス・キッズは、それからドロシーが抜けることで、よく知られた"ニコラス・ブラザーズ"となった。

## 経歴
ニコラス・ブラザースは彼らの才能が広く知れ渡るようになると共に、フィラデルフィアの有名人になっていった。兄弟は最初に『The Horn and Hardart Kiddie Hour』というラジオ番組に雇われ、そしてまたフィラデルフィアの地元のスタンダードシアターやパールシアターに出演した。そして、兄弟がパールシアターでパフォーマンスしている際に、それを見たニューヨークの著名なヴォードヴィル劇場 ラファイエットのマネージャーが即座に自分の劇場でもパフォーマンスしてくれる様に頼んだ。
1932年、兄弟はハーレムのコットンクラブにて彼らの主演公演を行った。この時ハロルドは11歳、フェイアードは18歳であった。そこで見せたジャズのテンポにアレンジされた『Bugle Call Rag』の演目は、劇場の主な客層であった白人の観客立ちを大いに驚かせ、そして、兄弟はこの時代のアフリカン・アメリカンのエンターティナーとして唯一白人のパトロンたちと席を同じくすることが許された。コットンクラブにおける2年間の出演の間には、ラッキー・ミリンダーやキャブ・キャロウェイ、デューク・エリントン、ジミー・ランスフィールドなどのオーケストラとも共演している。また、同じころに兄弟にとって最初の映画出演となる『Pie Pie Blackbird』(1932年)に出演し、ユービー・ブレイクのオーケストラとも共演した。
タップダンスとアクロバティックス混ぜ合わせた彼らの独特のダンス様式は、 アクロバティック・ダンシングや、あるいは"フラッシュ・ダンシング"とも表現され、兄弟は多くの同業のダンサーや観客たちに影響を与えた。
兄弟の成功はその独特のダンススタイルによるもので、事実そのパフォーマンスはその時代において非常に人気があった。
コットンクラブにおける兄弟の出演は、今度は映画プロデューサーであったサミュエル・ゴールドウィンの目に留った。彼らのパフォーマンスに感銘を受けたゴールドウィンは、兄弟をカリフォルニアへと招き『Kid Millions』(1934年)に出演させた。ハリウッドでの映画出演はこの作品が兄弟にとって最初であった。
兄弟はブロードウェイにも進出した。デビュー作は 『Ziegfeld Follies of 1936』 であった。また、同じころにリチャード・ロジャースとローレンツ・ハートによるミュージカル『Babes in Arms』(1937年)にも出演している。『Babes in Arms』の振付師であり、彼らに出演のオファーをしたジョージ・バランシンは兄弟に感銘を与えた。バランシンによる訓練により兄弟は多くの新しい技術を習得した（また、逆に兄弟も彼のバレーダンサーたちを訓練したと言われている）。
1940年までに兄弟はハリウッドに移住して、それから数十年にわたり映画、ナイトクラブ、コンサート、ブロードウェイ、テレビ番組、それに南米やアフリカ、ヨーロッパに及ぶツアーなどで広く活躍した。
1948年の映画『踊る海賊』では、ゲストとして主演のジーン・ケリーと共演しダンスを披露した。ツアーで訪れたイギリスでは、ヨーロッパの巧妙なバレー団たちの公演を鑑賞する機会もあったという。

## 指導者として
ニコラス・ブラザーズはハーバード大学やラドクリフ・カレッジにおけるタップダンスのマスタークラスで指導をしたこともあった。また、兄弟から指導を受けた人々の中にはデビー・アレンやジャネット・ジャクソンやマイケル・ジャクソンといった著名人らもいる。
今日のタップダンサーの内で兄弟と共演した、あるいは指導を受けた人々には、ダイアン・ウォーカー、サム・ウェーバー、レーン・アレキサンダー、マーク・メンドンカ、テリー・ブロックなどがいる。

## 私生活

### 兄・フェイアード
生涯に三度結婚している。
- ジェラルディン・パテ (1942–55);
- バーバラ・ジャニュアリ― (1967–98) (死別);
- キャサリン・ホプキンス (2000–2006 1/24) (フェイアードの死去による死別)

1967年からバハイ教の信者であった。
2006年の1月24日に、肺炎によって亡くなった。また脳梗塞も患っていた。
告別式ではフェイアードへのトリビュート、音楽、ダンスによって最後にはスタンディングオーベーションとなった。
二人の孫は"ニコラス・シスターズ"として活動している。

### 弟・ハロルド
ハロルドは生涯に三度結婚した。最初の結婚は歌手で女優のドロシー・ダンドリッジとで1942年から1951年にわたった。二人の間にはハロリーン・ニコラスという子供が一人いる。二人目の婦人との間には、息子Melih Nicholasがパリで生まれている。亡くなるまでのおよそ12年間はニューヨークのアッパー・ウエスト・サイドでスウェーデン出身の元ミス・スウェーデンでプロデューサーの三番目の婦人リグモア・ニューマンと共に過ごした。
ハロルドは2000年の7月3日に手術中の心臓発作で亡くなった。

## ダンススタイル
兄弟の最も有名なダンスムーブの一つは、階段状のステージで、互いの背中を飛び越しながらスプリットでそれを一段ずつ下っていくというものである。 このパフォーマンスを披露した作品で最も有名なのは『ストーミー・ウェザー』(1943年)であるこの作品ではオーケストラのボックス型の譜面台の上を跳び、グランドピアノの上で踊るパフォーマンスを披露する。フレッド・アステアは、「自分が見てきた中で、この作品における兄弟のパフォーマンスがミュージカル映画で最高のシーンだ」とニコラス兄弟に語ったという。
もう一つの有名なダンスムーブは、スプリットで腕を使わずに立ちあがるというものである。グレゴリー・ハインズは「ニコラス・ブラザースの経歴は永遠に記録されるだろう」とも「今は誰も彼らの動きを再現することなど出来ないのだから彼らの動きはコンピューターで解析されるべきだ」とも宣言した。
伝説的なバレーダンサーであるミハイル・バリシニコフは、ニコラス・ブラザーズを評して「自分が今までに見てきた中で最も驚くべきダンサーである」と評した。

## その他の特筆すべき活動
- 1948年、当時のイギリス国王 ジョージ6世_(イギリス王) のためにロンドン・パラディウムで公演している。
- 1981年のアカデミー賞では兄弟の過去の映像がセレモニーにおいて使われた[17]。
- 1998年にカーネギー・ホール で行われた兄弟のトリビュート公演はソールドアウトの盛況となった[18]。
- そのキャリアーにおいて、全部で9人のアメリカ合衆国大統領のためにパフォーマンスを披露する機会を得た[2]。
- 兄弟の1930年代から40年代のものとみられるホームムービーが2011年にアメリカ国立フィルム登録簿に登録された[19]。
- フレッド・アステアと共に踊っている短い映像が存在する。これは1935年にRKOスタジオの裏手で兄弟の母親が撮影したホームムービーだという[20]。
- マイケル・ジャクソンおよびジャネット・ジャクソンとは彼と彼の兄弟・姉妹による番組『ザ・ジャクソンズ・ショー』において共演している（1977年2月23日放送回）。ジャネットとはその後、彼女の楽曲『Alright』でも再び共演している。

## 出演作品
ロサンジェルス・タイムズによる兄弟に関する記事によれば、「人種的な偏見のために、彼らの映画出演はほとんどの場合において本筋には関わらないゲストとしての出演に限られた。これはジム・クロウ法の存在した南部において彼らの出演シーンを簡単に削除できるようにするための策略だった」。
- Pie, Pie Blackbird (1932) (短編映画)
- 巨人ジョーンズ The Emperor Jones (1933) (ハロルドのみ)
- Syncopancy (1933) (短編映画) (ハロルドのみ)
- 百万弗小僧 Kid Millions (1934)
- An All-Colored Vaudeville Show (1935) (短編映画)
- コロナアド Coronado (1935)
- 一九三六年の大放送 The Big Broadcast of 1936 (1935)
- The Black Network (1936) (短編映画)
- 楽天伯爵 My American Wife (1936)
- Babes in Arms (1937)
- Calling All Stars (1937)
- My Son Is Guilty (1939)
- Down Argentine Way (1940)
- Tin Pan Alley (1940)
- The Great American Broadcast (1941)
- 銀嶺セレナーデ Sun Valley Serenade (1941)
- Orchestra Wives (1942)
- Stormy Weather (1943)
- Take It or Leave It (1944)
- The Reckless Age (1944) (ハロルドのみ)
- Carolina Blues (1944) (ハロルドのみ)
- Dixieland Jamboree (1946) (短編映画)
- 踊る海賊 The Pirate (1948)
- Pathe Newsreel (1948)
- Botta e Riposta (1951)
- El Misterio del carro express (1953)
- El Mensaje de la muerte (1953)
- Musik im Blut (1955)
- Bonjour Kathrin (1956)
- L'Empire de la nuit (1963) (ハロルドのみ)
- The Liberation of L.B. Jones (1970) (フェイアードのみ)
- Uptown Saturday Night (1974) (ハロルドのみ)
- That's Entertainment! (1974) (アーカイブ映像)
- Brother, Can You Spare a Dime? (1975) (アーカイブ映像)
- Disco 9000 (1976) (ハロルドのみ)
- ザッツ・ダンシング! That's Dancing! (1985) (アーカイブ映像)
- Tap (film)|Tap (1989) (ハロルドのみ)
- That's Black Entertainment (1990) (アーカイブ映像)
- The Five Heartbeats (1990) (ハロルドのみ)
- Alright (ジャネット・ジャクソンの楽曲) (1992)
- The Nicholas Brothers: We Sing and We Dance (1992)
- Funny Bones (1995) (ハロルドのみ)
- I Used to Be in Pictures (2000)
- Night at the Golden Eagle (2002) (フェイアードのみ)
- Broadway: The Golden Age, by the Legends Who Were There (2003)
- Hard Four (2005)

## 受賞と表彰
兄弟での受賞
- ハーバード大学より名誉学位 [2]
- Black Filmmakers Hall of Fame (1978)[22]
- Ellie Award (1984), National Film Society[22]
- アポロシアター殿堂入り (1986), 第一級殿堂 [22]
- エボニー誌 生涯業績賞 (1987)[22]
- Scripps American Dance Festival Award[23]
- ケネディ・センター名誉賞 1991年 [1][22]
- The National Black Media Coalition 生涯業績賞 (1992)[22]
- Flo-Bert Award (1992)[22]
- New York's Tap Dance Committee, Gypsy Award (1994)[22]
- ハリウッド・ウォーク・オブ・フェーム 7083 Hollywood Blvd (1994)[22]
- Professional Dancer's Society, Dance Magazine Award of (1995)[22]
- The 1998 Samuel H. Scripps American Dance Festival Award for Lifetime Achievement in Modern Dance
- National Museum of Dance Mr. & Mrs. Cornelius Vanderbilt Whitney Hall of Fame Inductees (2001)[24]

フェイアード・ニコラス
- トニー賞 1989年 振付賞 『Black and Blue』  チョリー・アトキンズ,ヘンリー・レタン,フランキー・マニングと連名。[5]

ハロルド・ニコラス
- DEA Award, Dance Educators of America[22][17]
- Bay Area Critics Circle Award (Best Principal Performance, Stompin' at the Savoy)[22]
- The Harbor Performing Arts Center Lifetime Achievement Award[22]